# Dwight Yoakam
Dwight David Yoakam (ur. 23 października 1956 w Pikeville) – amerykański piosenkarz, aktor i reżyser. Znany przede wszystkim w latach 80. W swojej karierze nagrał ponad 21 albumów, przynajmniej 30 jego piosenek gościło w rankingu magazynu „Billboard” Hot Country Songs, sprzedał także ponad 25 milionów egzemplarzy swoich płyt. Pięć z jego długogrających albumów utrzymywało się na pierwszym miejscu rankingu „Billboard”, poza tym w dorobku Yoakama znalazło się 12 złotych i 9 platynowych albumów. 
Określa siebie jako libertarianina. Ideologię tę uważa za „prawdziwe odzwierciedlenie ideałów Jeffersona”.  

## Dyskografia
Źródło: 

### Albumy
- Guitars, Cadillacs, Etc., Etc. (1986)
- Hillbilly Deluxe (1987)
- Buenas Noches From a Lonely Room (1988)
- If There Was a Way (1990)
- This Time (1993)
- Gone (1995)
- Under the Covers (1997)
- A Long Way Home (1998)
- Tomorrow's Sounds Today (2000)
- South of Heaven, West of Hell (2001)
- Population Me (2003)
- Blame the Vain (2005)
- Dwight Sings Buck (2007)
- 3 Pears (2012)

### Minialbumy
- Guitars, Cadillacs, Etc., Etc. (1984)
- Bring Home the Holidays (2003)